# 云南独蒜兰
云南独蒜兰（学名：Pleione yunnanensis）为兰科独蒜兰属下的一个种。种加词 yunnanensis 意为“云南的”。